# Lara Dickenmann
Lara Joy Dickenmann (Kriens, 27 de novembre de 1985) es una centrecampista de futbol internacional per Suïssa que ha jugat a Suïssa, els Estats Units, França i Alemanya. Ha guanyat dues Lligues de Campions amb l'Olympique Lyonnais, i amb la selecció ha jugat el Mundial 2015.

## Trajectòria
- DFC Sursee (00/01 - 03/04)
- Ohio State Buckeyes (04/05 - 07/08)
- New Jersey Wildcats (2006)
- Jersey Sky Blue (2007)
- FC Zürich (08/09)
- Olympique de Lió (09/10 - 14/15)
- VfL Wolfsburg (15/16 - act)